# Batalha de Jenin (1948)
A Batalha de Jenin (31 de maio - 4 de junho de 1948) foi uma batalha travada entre Israel e o Iraque, juntamente com forças irregulares árabes, durante a Guerra Árabe-Israelense de 1948.
A firmeza da resistência iraquiana tornou-se um mito fundador do exército e nacionalidade iraquianos. No entanto, a participação efetiva iraquiana na guerra termina, focando apenas em pequenas operações sem grandes mudanças na linha de frente.

## Antecedentes
Durante a Guerra Árabe-Israelense de 1948, as Nações Unidas negociaram um cessar-fogo entre as partes em conflito, começando em 11 de junho de 1948. O alto comando árabe, conseqüentemente, procurou uma maneira de capturar vários assentamentos israelenses antes que a trégua entrasse em vigor, com o objetivo de melhorar sua posição de negociação. A força do Exército iraquiano em Shechem foi abordada para cumprir esta tarefa, e os comandantes iraquianos decidiram tomar Netanya, um importante centro econômico e cidade portuária considerada essencial para o esforço de guerra israelense. A captura de Netanya teria isolado as forças israelenses do norte e do sul, cortando o país ao meio.
Antes de atacar Netanya, os iraquianos tiveram que abrir caminho e planejaram primeiro capturar Kfar Yona e depois avançar em direção ao mar. A operação estava prevista para começar em 4 de junho. A 4ª Brigada do Exército iraquiano deveria formar o grosso da força de ataque, com apoio adicional do 2º Batalhão da 5ª Brigada e do 1º Batalhão da 15ª Brigada. A ofensiva não foi realizada devido a uma ofensiva preventiva das FDI na região, nomeadamente contra a cidade de Jenin. Diferentes explicações foram fornecidas para a ofensiva israelense: Segundo o historiador Pesach Malovany, os israelenses ficaram apreensivos com o grande número de forças iraquianas concentradas em torno de Siquém e Tulcarém e queriam reduzi-las. De acordo com o líder do Comando do Norte, Moshe Carmel, isso fazia parte de uma operação maior para isolar as forças árabes umas das outras ao longo de um eixo norte-sul. O comandante direto da ofensiva, Mordechai Maklef, afirmou que a ofensiva de Jenin na verdade deveria impedir os iraquianos no norte de ajudar a Legião Árabe da Transjordânia no sul, já que as FDI estava avançando em direção a Jerusalém na época. Carmel rejeitou, no entanto, a versão de Maklef dos eventos. Ainda outro raciocínio para a ofensiva foi dado pelo estadista israelense David Ben-Gurion, que disse que deveria melhorar a posição de negociação de Israel antes da próxima trégua. O historiador David Tal chegou à conclusão de que todas essas explicações podem ser parcialmente verdadeiras, mas que o ataque a Jenin parece ter sido "principalmente instintivo".
O Tzahal ordenou cerca de 3.000 soldados, a maioria parte da Brigada Carmeli (incluindo dois batalhões mecanizados) com o apoio do 13º Batalhão da Brigada Golani para capturar Jenin. A Brigada Carmeli empregou o 21º Batalhão sob o comando de Dov Tsisis e o 22º Batalhão sob o comando de Avraham Peled. A brigada também recebeu sob seu comando forças da brigada Golani: 13º Batalhão sob o comando de Avraham Yaffe, uma companhia do 14º Batalhão e outra do 15º Batalhão. Essas duas últimas companhias foram organizadas como um batalhão reduzido que serviu como reserva. O apoio de artilharia consistia em seis canhões de 65mm e dois morteiros de 120mm. Enquanto isso, vários outros ataques ocorreriam na linha de frente do norte na chamada Operação Erez, na área do Monte Gilboa, que variaram desde incursões, ações diversionárias e até a grandes ataques a importantes objetivos estratégicos. Além da operação de Jenin, a Brigada Alexandroni deveria avançar em direção a Tulcarém, enquanto o Irgun deveria capturar Ras al-Ein. O resto da Brigada Golani seguiria para o sul em direção a Jenin, ocupando o terreno elevado ao norte; e então a Brigada Carmeli aproveitaria o êxito passando pelas linhas da Golani em direção ao alvo principal. O ataque de Jenin visava especificamente destruir ou expulsar todas as unidades árabes da área e recebeu o codinome Operação Yitzhak.
A ofensiva preventiva israelense começou na noite de 28 de maio e pegou os iraquianos de surpresa. O ataque da Golani ao norte progrediu bem - apesar dos Alexandronis não conseguirem executar seu ataque diversivo - e tomou uma série de colinas, vilas e postos policiais a caminho de Nablus. Os defensores iraquianos responderam lentamente e a infantaria israelense ocupou posições-chave repetidamente antes da chegada dos batalhões de carros blindados iraquianos. Os Golanis manobraram as forças iraquianas em uma série de escaramuças, atacando as suas flanco-guardas e sangrando as unidades iraquianas antes que estas pudessem recuar em várias ocasiões. Os iraquianos continuaram lançando ataques decididos contra as posições já ocupadas pelos israelenses, que os rechaçaram facilmente por já se encontrarem entrincheirados. Os israelenses agora estavam em uma boa posição para atacar Jenin, já que a Brigada Golani havia limpado o território a nordeste da cidade das forças irregulares árabes, ocupando Megido e Lajjun.

## Batalha

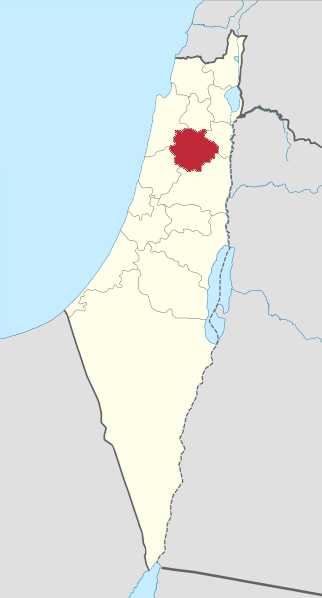
O distrito de Jenin em 1948.

A guarnição da cidade era relativamente pequena, consistindo de um batalhão mecanizado iraquiano abaixo do efetivo, uma companhia de carros blindados e uma bateria de artilharia de 3,7 polegadas. O Tzahal iniciou seu ataque a Jenin na noite de 31 de maio, e antes do meio-dia tomara o controle da vila de Sandala e ao cair da noite tomou as vilas de Jalame e Muqeible. Na noite de 1º de junho, entre 19h e 19:40h, três aviões da Força Aérea Israelense bombardearam Jenin. Nas horas seguintes, na noite de 1º para 2 de junho, o 13º Batalhão da Brigada Golani partiu para a conquista de seus alvos: Arana, Mokaybela e Jalma. O batalhão cumpriu suas tarefas, mas houve atraso no cronograma e recebeu informações errôneas sobre a trégua prestes a entrar em vigor às 02:00h. As forças Carmelis perceberam que não tinham horas de escuridão suficientes para cumprir sua missão e retornaram à base e, quando o erro ficou claro, adiaram a continuação do ataque para a noite seguinte. Um ataque na colina 152 ao norte da cidade foi repelido pelos iraquianos, entretanto, e as FDI tiveram que deixar o equipamento militar para trás enquanto se retiravam. Em 2 de junho, as FDI começaram a cercar a cidade para evitar que a guarnição fugisse, enquanto a Força Aérea Israelense continuava a realizar bombardeios. Na manhã, os iraquianos com uma força de duas companhias de infantaria e vários veículos blindados atacaram os pontos de controle capturados pela Brigada Golani. Eles atacaram primeiro em Jalma e depois em Muqibala. À tarde, os ataques foram repelidos e os iraquianos em retirada deixaram três carros blindados na área.
No início de 3 de junho, os israelenses haviam conquistado várias colinas ao sul de Jenin, bem como uma posição avançada iraquiana fortificada. Lutas pesadas ocorreram, quando outro ataque foi lançado contra a Cota 152. Reforços iraquianos continuaram chegando ao norte e quando a Brigada Carmeli assumiu a ponta de lança do ataque israelense, ela começou a topar com eles. Uma brigada iraquiana havia se fortificado na cidade quando os israelenses chegaram a Jenin em 3 de junho e nas duas colinas que dominavam a cidade pelo sul. Os Carmelis lançaram um assalto noturno frontal desajeitado, mas ainda assim conseguiram empurrar os iraquianos de ambas as colinas em uma batalha prolongada. Os israelenses conseguiram avançar para Jenin e capturaram a maior parte dela, embora a guarnição continuasse a manter a velha fortaleza. Apesar de estar muito enfraquecida a essa altura, a guarnição continuou a oferecer resistência obstinada.
A situação mudou, no entanto, quando os reforços iraquianos chegaram à área. As unidades que estavam preparando a ofensiva contra Netanya foram notificadas do ataque contra Jenin e moveram-se para o norte. A força avançada da 4ª Brigada e o 2º Batalhão da 5ª Brigada já haviam chegado em 1º de junho e ajudaram a deter o avanço israelense ao sul da cidade. A força principal iraquiana, incluindo artilharia pesada, juntou-se à batalha no início de 3 de junho. A força de socorro entrou em ação atacando o Tzahal nas travessias de Qabatiya e contra-atacando contra as colinas do sul. Com o aumento do número de iraquianos chegando à zona, os israelenses foram forçados a ceder várias colinas ao sul. Segundo os iraquianos, comunicações de rádio israelenses interceptadas indicavam 42 mortos e 48 feridos na batalha. Os iraquianos, por sua parte, apenas se comunicavam em curdo pelo rádio por medo de que fossem escutados pelo inimigo. Na noite de 3 para 4 de junho, um ataque iraquiano conseguiu dominar as colinas remanescentes controladas por Israel ao redor de Jenin. Na manhã seguinte, os iraquianos trouxeram forças descansadas e contra-atacaram com um batalhão reforçado, com apoio de artilharia e ataques aéreos que, embora imprecisos, foram úteis, e eventualmente os iraquianos retomaram a colina sudoeste dos israelenses exaustos.
Segundo os iraquianos, o seu contra-ataque ensinou uma lição aos israelenses que, para vingar a derrota e elevar seu moral, contra-atacaram por volta das 2:15h do dia 4 de junho, com o objetivo de flanquear os iraquianos conquistando as rotas de Jenin para Afula e Lajjun; numa batalha onde efetivos reforçados com morteiros e metralhadoras tentaram flanquear a posição iraquiana. O ataque israelense foi aparado e repelido em meio a inúmeras perdas. Uma batalha feroz se desenvolveu na disputa pelo controle da própria Jenin e, embora em um impasse contínuo, o comandante iraquiano continuou a enviar novas tropas na luta até que os israelenses concluíram que manter a cidade não valia o preço em baixas e recuaram para as colinas ao norte de Jenin. Os iraquianos sofreram pesadas baixas no ataque israelense a Jenin, mas conseguiram se manter em suas posições e poderiam absorver as perdas. No geral, as tropas iraquianas se destacaram em Jenin, impressionando até mesmo seus oponentes israelenses. O envolvimento ativo do Iraque na guerra efetivamente terminou neste ponto, e a sua frente estabilizou.

## Consequências

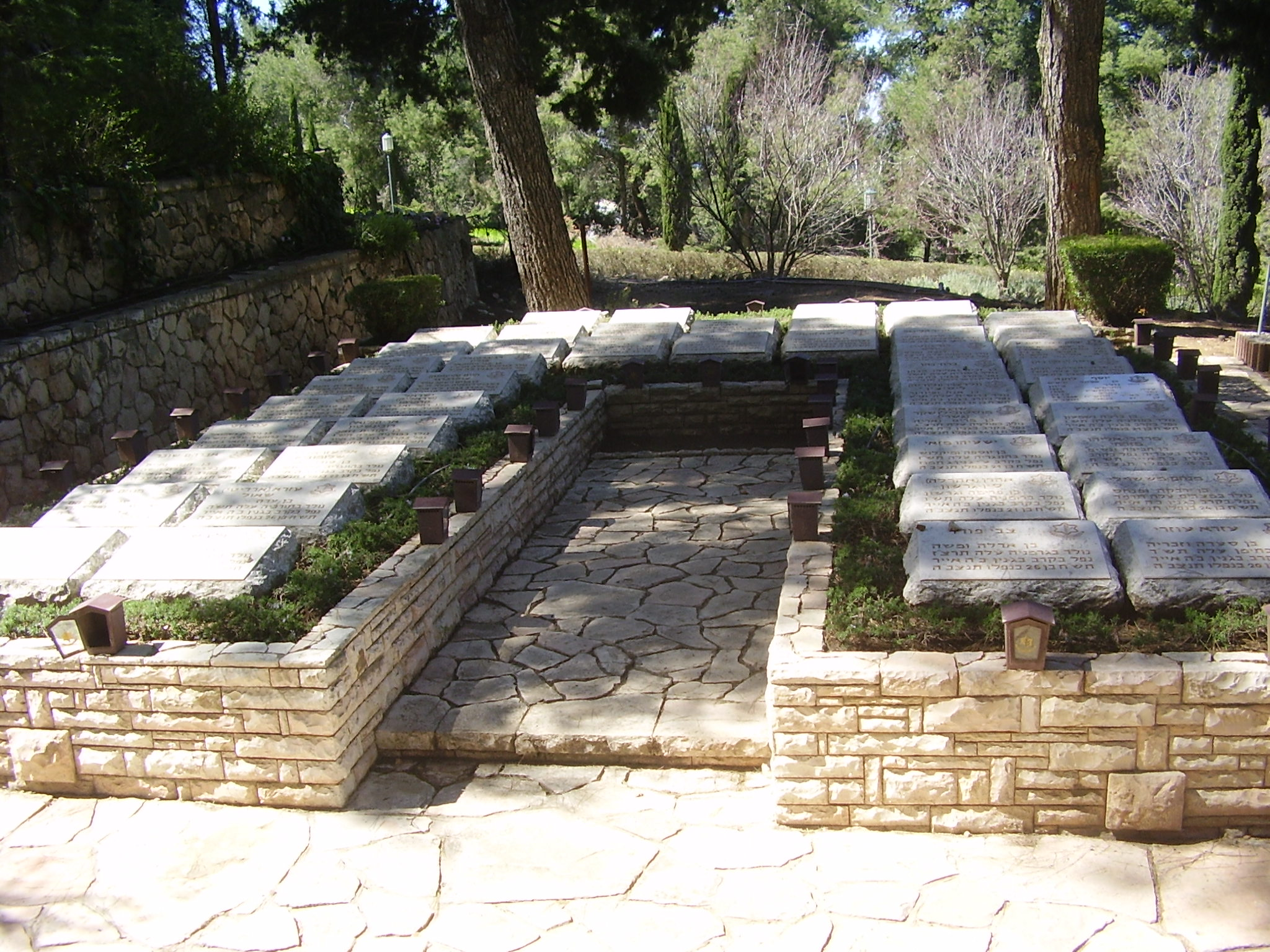
Sepultura coletiva de soldados israelenses mortos na Batalha de Jenin, em 1948.

O número exato de perdas entre os dois lados durante a batalha é contestado. Os israelenses argumentaram que perderam 34 mortos e 100 feridos, enquanto infligiram 200 baixas fatais aos iraquianos e irregulares árabes. Fontes iraquianas defenderam perdas israelenses maiores e menores perdas iraquianas, com os israelenses tendo 42 mortos e 48 feridos em 3 de junho. O oficial de inteligência israelense Pesach Malovany considerou as afirmações das FDI sobre as perdas árabes na batalha como "um tanto exageradas" em comparação com as fontes iraquianas, que admitem apenas 27 baixas. Mustafá Kabha aponta 65 baixas iraquianas.
Em paralelo à Batalha de Jenin, os iraquianos lutaram numa batalha no setor da vila de Qaqun, a noroeste de Tulcarém. No dia 4 de junho, os israelenses atacaram e tomaram a vila. No dia seguinte, os iraquianos lançaram um contra-ataque e foram repelidos. Uma companhia mecanizada executou um assalto frontal, absorveu fogo pesado e teve de recuar. Uma força de ataque adicional chegou próximo à vila mas não conseguiu avançar. No setor de Kafir Qassem, a força iraquiana assumiu o controle da estrada ligando esta vila a Qalqilya, e dessa forma ameaçando Petah Tivka. Os iraquianos sofreram um ataque israelense e foram ejetados da sua posição na noite de 11 para 12 de junho. Um contra-ataque iraquiano foi bloqueado e a vila de Kafir Qassem permaneceu em mãos israelenses. A primeira trégua entrou em vigor em 11 de junho, terminando em 9 de julho. A frente congelou onde estava.
Jenin marcou a única vitória iraquiana significativa durante a guerra e, conseqüentemente, foi explorada para fins de propaganda. O Iraque foi o único país árabe a estudar a guerra de 1948, fazendo análises minuciosas para entender o fracasso do Exército iraquiano. Na memória coletiva iraquiana, dois tópicos principais são sempre enfatizados: o sucesso do Exército iraquiano em Jenin e o apoio à causa palestina. De um lado há a firmeza do soldado iraquiano em combate diante do inimigo sionista e do outro a solidariedade pan-árabe, com o sacrifício do soldado iraquiano em nome do povo palestino. A narrativa iraquiana sustenta que a vitória foi um produto da bravura dos soldados iraquianos e que eles ensinaram uma lição que os israelenses jamais esqueceriam, e que o Tzahal adquiriu um novo respeito pelo Exército iraquiano. A revista do Exército iraquiano, Al-Qadisiyah de 27 de dezembro de 1984, afirmou que os soldados israelenses referiam-se a enfrentar as forças iraquianas como um "pesadelo assustador".
A máquina de propaganda na época do Saddam Hussein, particularmente durante a Guerra Irã-Iraque, enfatizava que, de 1948 em diante, o Exército Iraquiano aguardava o dia em que se levantaria contra Israel e destruiria o "projeto sionista"; e que "Os Leões da Babilônia" estavam preparados para ajudar seus irmãos palestinos sob a égide do herói Saddam Hussein. Uma das marchas militares patrióticas iraquianas é intitulada "Jerusalém está em nossos olhos" (القدس في العيون), com um refrão dizendo "Jerusalém está em nossos olhos e nós estamos chegando. O Sião será derrubado! O Sião será derrubado!" Por anos a propaganda iraquiana exaltaria a Batalha de Jenin e diria que os iraquianos sempre causaram sérios danos aos israelenses, seja com seus aviões na Guerra dos Seis Dias, com a chegada da 3ª Divisão Blindada na frente síria em 1973 e com o lançamento de mísseis Scud na Guerra do Golfo.